# Mary Beloff

## Mary Beloff
Mary Beloff es una destacada jurista argentina, reconocida por su expertise en Derecho Penal, Derecho Procesal Penal y Derechos de la Niñez. Es Catedrática de Derecho Penal y Derecho Procesal Penal en la Universidad de Buenos Aires y, desde 2007, se desempeña como Fiscal General de Política Criminal, Derechos Humanos y Servicios Comunitarios de la Procuración General de la Nación de la República Argentina. Actualmente, integra el Comité de los Derechos del Niño de las Naciones Unidas (2023-2027), siendo la primera jurista argentina en ocupar dicho cargo.

## Biografía y trayectoria académica
Mary Beloff cursó sus estudios secundarios en el Colegio Nacional de Buenos Aires y se graduó como abogada con Diploma de Honor en la Universidad de Buenos Aires (UBA). Su formación académica incluye los títulos de Máster en Leyes (LL.M.) por la Universidad de Harvard y de Doctora en Derecho Penal por la Universidad de Buenos Aires con la calificación máxima de sobresaliente (summa cum laude), por el que obtuvo el Premio Facultad
Pertenece a la primera generación que se formó con el nuevo Plan de Estudios de la Facultad de Derecho de la UBA. Es Profesora Titular de Cátedra de Derecho Penal y Derecho Procesal Penal en la Facultad de Derecho de la Universidad de Buenos Aires. También ocupa el cargo de Consejera Titular en esa misma casa de estudios y dirige el Departamento de Derecho Penal y Criminología. Además, es Profesora Titular en la Universidad de Palermo y Directora de la cátedra "Derecho Penal II" en dicha institución.
Cuando aún era estudiante universitaria, participó en la Revista Lecciones y Ensayos y creó la Revista de crítica jurídica No hay Derecho, ambas editadas por estudiantes distinguidos de la Universidad de Buenos Aires. En 2003 fundó y aún hoy codirige la Revista Academia, publicada por primera vez ese mismo año. Esta revista jurídica es la primera publicada en español y portugués dedicada exclusivamente a temas de enseñanza del Derecho.

## Carrera jurídica y función pública
Luego de una extensa carrera judicial en el orden federal, nacional y en el Superior Tribunal de Justicia de la Ciudad Autónoma de Buenos Aires, Mary Beloff fue designada por concurso público y acuerdo del Honorable Senado de la Nación como Fiscal General de Política Criminal, Derechos Humanos y Servicios Comunitarios de la Procuración General de la Nación. Se desempeña en este cargo desde el 30 de noviembre de 2007.
Desde esta posición, ha impulsado políticas y directrices para la aplicación de un enfoque de derechos humanos en la procuración de justicia, especialmente en temas relacionados con la violencia institucional, los derechos de las víctimas y la protección de poblaciones vulnerables.

## Influencia en el Derecho Latinoamericano y Organismos Internacionales
Mary Beloff ha participado activamente en numerosos procesos de reformas legales e institucionales relacionadas con la justicia penal y los derechos humanos en América Latina. Asimismo, ha intervenido como asesora legal de varios países latinoamericanos y organizaciones internacionales (UNICEF, BID, UNOPS, ILANUD, OEA, PNUD) en la adopción de normas derivadas del Derecho Internacional de los Derechos Humanos a nivel interno en toda la región, incluyendo Códigos Procesales Penales, leyes de justicia juvenil y de protección de los derechos de la niñez. Como académica reconocida en estos campos, ha estado a cargo del entrenamiento continuo de jueces, fiscales, defensores públicos y miembros de ONG's en la implementación de normas de derechos humanos en América Latina y el Caribe.
Diseñó e impartió el primer curso sobre Justicia Juvenil y Derechos del Niño en la Universidad de Buenos Aires, donde se convirtió en la primera mujer en ocupar por concurso el cargo de Titular de Cátedra de Derecho Penal y Derecho Procesal Penal. Como jurista, ha realizado importantes contribuciones a la jurisprudencia nacional y regional relacionada con la aplicación directa de la Convención sobre los Derechos del Niño y otros instrumentos internacionales en el derecho interno.
Entre sus participaciones en el ámbito internacional, se destacan:
- Integrante del Comité de los Derechos del Niño de las Naciones Unidas (2023-2027)[2][3].
- Integrante del Consejo Consultivo de Expertos del Estudio de Naciones Unidas sobre niños privados de libertad, 2018/2019.
- Integrante del Consejo Consultivo de Expertos del Estudio de Naciones Unidas sobre Violencia contra los niños, 2004/2006.
- Asesora principal de la Relatoría sobre los Derechos de la Niñez de la Comisión Interamericana de Derechos Humanos, 2002.

## Publicaciones y obras
Mary Beloff es autora de numerosas publicaciones académicas, incluyendo libros, artículos en revistas especializadas y capítulos de obras colectivas. Sus trabajos abordan temas como el derecho penal juvenil, los derechos del niño, la justicia transicional, el sistema acusatorio y los derechos humanos, y ha creado marcos conceptuales originales para el estudio de los derechos de las mujeres y los derechos del niño.

### Libros publicados:
- Beloff, Mary, Derechos del Niño. Su protección especial en el sistema interamericano. Análisis sistemático de fallos fundamentales. Buenos Aires: Editorial Hammurabi, 1° edición, 2018. ISBN: 978-950-741-902-7. 2° edición, 2019. ISBN: 978-950-741-104-5.

- Beloff, Mary (Directora). Nuevos problemas de la justicia juvenil. Buenos Aires: Editorial Ad Hoc, 2017. ISBN: 978-987-745-077-4.

- Beloff, Mary. ¿Qué hacer con la justicia juvenil? Buenos Aires: Editorial Ad Hoc, 2016. ISBN: 978-987-745-054-5.

- Beloff, Mary. Protección a la niñez en América Latina. Fortalezas y debilidades. Monterrey: Coordinación Editorial del Poder Judicial de Nuevo León, 2014.

- Beloff, Mary (Directora). Estudios sobre edad penal y derechos del niño. Buenos Aires: Editorial Ad Hoc, 2013. ISBN: 978-987-745-025-5.